# لويجي بيرفيرزي
لويجي بيرفيرزي (Luigi Perversi)، مواليد في 22 مايو 1906 بمدينة ميلانو، وتوفي سنة 27 فبراير 1991 في ميلانو)، لاعب كرة قدم (وسط) إيطالي سابق. لعب لنادي إيه سي ميلان 15 موسما في الفتر من عام 1925 إلى 1940. و لعب معهم ما يقارب 318 مباراة، و كان قائدا للميلان في الفترة ما بين 1939 و1940.

## وصلات خارجية
- لويجي بيرفيرزي على موقع قاعدة بيانات كرة القدم.إي يو (الإنجليزية)